# Plan de paz de Trump de 2020 para Israel y Palestina

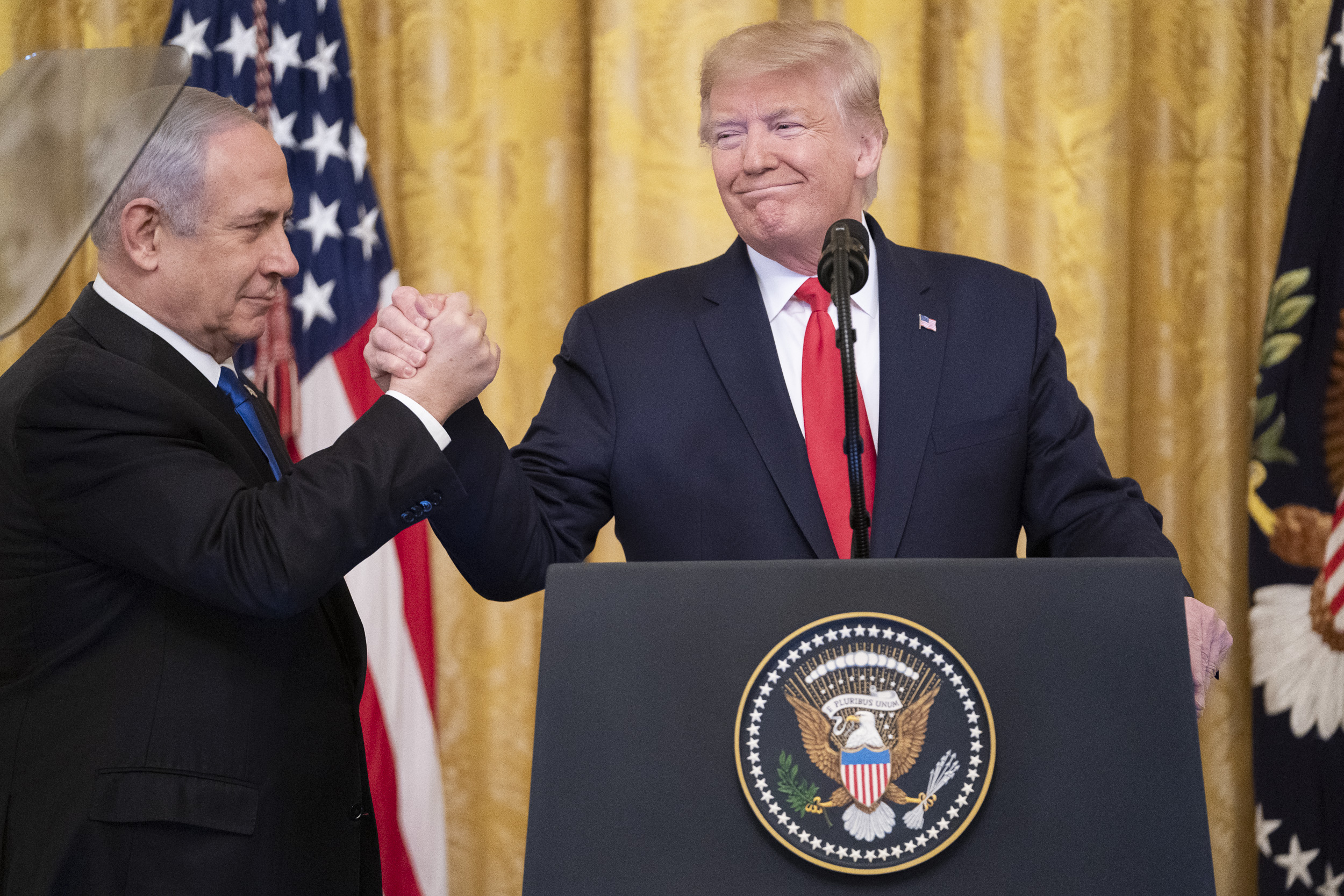
El presidente de Estados Unidos Donald Trump y el primer ministro israelí Benjamin Netanyahu en el acto de revelación del plan

Paz a la prosperidad: una visión para mejorar la vida del pueblo palestino e israelí (en inglés: Peace to Prosperity: A Vision to Improve the Lives of the Palestinian and Israeli People), comúnmente conocido como el plan de paz de Trump (en inglés: Trump peace plan), fue una propuesta del gobierno de Estados Unidos que tuvo la intención declarada de resolver el conflicto israelí-palestino. El presidente estadounidense Donald Trump dio a conocer formalmente el plan en una conferencia de prensa junto al primer ministro israelí Benjamin Netanyahu el 28 de enero de 2020. Los representantes palestinos no fueron invitados.
El plan fue elaborado por un equipo dirigido por el yerno de Trump y asesor principal del presidente de los Estados Unidos, Jared Kushner. Tanto el Consejo Yesha de los colonos de Cisjordania como el liderazgo palestino rechazaron el plan: el primero porque preveía un Estado palestino, el segundo argumentando que es demasiado parcial a favor de Israel. El plan se dividió en dos partes, una parte económica y una parte política. El 22 de junio de 2019, la administración Trump lanzó la parte económica del plan, titulada "Paz a la prosperidad", en una conferencia dirigida por Estados Unidos en Manama, Baréin. El liderazgo palestino boicoteó el evento. La parte política fue revelada a fines de enero de 2020.
Durante la conferencia de prensa que anunciaba el plan, Netanyahu anunció que el gobierno israelí se anexionaría de inmediato los asentamientos del Valle del Jordán y Cisjordania mientras se comprometía a no crear nuevos asentamientos en las áreas otorgadas a los palestinos durante al menos cuatro años. El embajador de Estados Unidos en Israel, David Friedman, declaró que la administración Trump había dado permiso para una anexión inmediata, afirmando que "Israel no tiene que esperar en absoluto" y "lo reconoceremos". El portavoz del Likud, el partido político de Netanyahu, tuiteó que la soberanía israelí sobre los asentamientos se declararía el domingo siguiente. La administración Trump aclaró que no se había dado tal luz verde. No se tomaría ninguna decisión antes de las nuevas elecciones israelíes, convocadas para el 2 de marzo de 2020, y de la formación de un nuevo gobierno.
Los opositores al Plan de Paz de Trump, incluidos todos los principales precandidatos presidenciales demócratas, lo denunciaron como una "cortina de humo" para la anexión de más territorio palestino por parte de Israel. Los beneficios propuestos para los palestinos del plan dependían de una lista de condiciones que los opositores del plan denunciaron como "imposibles" o "fantásticas". Además, se afirmó que el plan privaba a los palestinos de casi todo por lo que han luchado.

## Objetivos

El propósito declarado del plan de paz de Trump era describir los términos de un acuerdo, que sería firmado por ambas partes, para poner fin al conflicto entre israelíes y palestinos y aclarar todas las afirmaciones hechas por ambas partes en el conflicto. La Sección 21 del plan estipulaba que esto se propondría en una nueva resolución del Consejo de Seguridad de la ONU y en una nueva resolución de la Asamblea General de las Naciones Unidas. Los autores de la propuesta preveían que el logro de tal solución dotaría a los palestinos del autogobierno mientras les niega cualquier poder que pueda constituir una amenaza para Israel. La solución exitosa dirigiría vuelos entre el Estado de Israel y sus vecinos. La administración Trump declaró que rompería con los viejos paradigmas de los enfoques pasados en torno al proceso de paz israelí-palestino, eliminando dos problemas centrales al implementar dos medidas en 2017 y 2019, que sugirieron la redefinición de Estados Unidos de los parámetros para resolver definitivamente el conflicto en gran parte adoptando posiciones israelíes. Estos fueron el reconocimiento de Jerusalén como la capital de Israel el 6 de diciembre de 2017 y una declaración del 18 de noviembre de 2019 que indicaba que los asentamientos judíos en Cisjordania eran consistentes con el derecho internacional. Como una señal visible de su ruptura con el pasado, Estados Unidos abrió su embajada en el edificio del complejo del consulado estadounidense en el barrio de Arnona en Jerusalén en el 70° aniversario del establecimiento del Estado de Israel.
Kushner comparó el plan con el Plan Marshall para reconstruir las economías de Europa occidental después de la Segunda Guerra Mundial. Se ha considerado que el empoderamiento de la Visión Económica no es consistente con el bloqueo de 12 años de Israel y Egipto de la Franja de Gaza y la ocupación de Cisjordania durante 52 años.
La Organización para la Liberación de Palestina (OLP) acusó a los Estados Unidos de intentar vender un "espejismo de prosperidad económica" que en realidad "solo perpetuaría el cautiverio de los palestinos". El líder de Hamás, Ismail Haniyeh, criticó a los líderes árabes que asistieron a la conferencia y dijo que "el pueblo (palestino), que ha estado luchando durante cien años, no le encargó a nadie que concediera o negociara. Jerusalén es nuestra, la tierra es nuestra, y todo es nuestro". Con respecto a la controversia sobre el patrimonio cultural del pueblo palestino, Kushner dijo que los críticos del plan de paz de Trump deben "divorciarse de toda la historia".
Kushner presentó el plan de Trump como la mejor opción con respecto a posibles desarrollos futuros y declaró que: "Los líderes palestinos deben hacerse una pregunta: ¿quieren tener un Estado? ¿Quieren tener una vida mejor? Si lo hacen, nosotros hemos creado un marco para que lo tengan, y los trataremos de una manera muy respetuosa. Si no lo hacen, van a arruinar otra oportunidad como han arruinado cualquier otra oportunidad que han tenido en su existencia". Kushner dijo que la propuesta de paz no incluirá la frase "solución de dos Estados" y argumentó que "Si dices 'dos Estados', significa una cosa para los israelíes, significa una cosa para los palestinos. Dijimos "Sabes, simplemente no lo digamos. Solo digamos, trabajemos en los detalles de lo que esto significa". Un diplomático saudí de alto rango declaró que el plan incluye un "camino claro que conduce a la independencia palestina completa". Robert Malley, director del International Crisis Group y uno de los principales expertos en Oriente Medio en las anteriores administraciones de los Estados Unidos declaró: "Quitando las consideraciones políticas nacionales e israelíes que determinaron el momento de la publicación del plan, el mensaje a los palestinos, reducido hasta su esencia, es: Han perdido, supérenlo".
El plan en sí no imponía condiciones a Israel con respecto a las propuestas de "anexionar partes de Cisjordania". Sin embargo, el plan ponía a los palestinos en libertad condicional, estableciendo un conjunto de condiciones que deben cumplir antes de poder albergar las expectativas de obtener algún tipo de Estado:
- Desarmar a la autoridad gobernante de la Franja de Gaza, Hamás, junto con el grupo Yihad Islámica palestina y a todos los palestinos bajo su autoridad.[21]
- Reconocer a Israel como un Estado judío.[21]
- Abstenerse de cualquier intento de unirse a cualquier organización internacional sin el consentimiento del Estado de Israel.[11]
- No emprender ninguna acción y desestimar todas las acciones pendientes contra el Estado de Israel, los Estados Unidos y cualquiera de sus ciudadanos ante la Corte Penal Internacional, la Corte Internacional de Justicia y todos los demás tribunales.[11]
- No tomar medidas contra ningún ciudadano israelí o estadounidense ante la Interpol o cualquier sistema legal no israelí o estadounidense (según corresponda).[11]
- Suspender inmediatamente el pago a "prisioneros y mártires" (definidos como salarios a las familias de terroristas que cumplen sentencias en las cárceles israelíes, así como a las familias de los terroristas fallecidos[22]) para desarrollar programas humanitarios y de asistencia social que proporcionen servicios y apoyos esenciales a los palestinos necesitados que no se basen en la comisión de actos terroristas. El objetivo declarado es que la Autoridad Palestina apruebe leyes sobre milicianos que han sido condenados por tribunales israelíes por un cargo de 'terrorismo' de una manera que haga que esas leyes sean consistentes con las leyes de los Estados Unidos.[11]

Después de que estos y el resto de pasos establecidos por el plan se hayan adoptado con éxito, el plan alcanzaría su etapa final, que consiste en el reconocimiento del Estado de Palestina, una entidad tan definida que el analista estadounidense Aaron David Miller lo llama un "falso Estado". Israel y los Estados Unidos declararon que las condiciones de reconocimiento "deben ser determinadas por el Estado de Israel y los Estados Unidos, conjuntamente".

## Conceptos clave

### Economía
El plan propone un fondo de inversión de 50.000 millones de dólares para 179 proyectos de infraestructura y negocios, que será administrado por un "banco de desarrollo multilateral", con inversiones protegidas por responsabilidad, transparencia, anticorrupción y salvaguardas de condicionalidad. La administración prevé que el plan sea financiado principalmente por estados árabes e inversores privados adinerados. El gasto se divide en 26.000 millones dólares en préstamos, 13.500 millones de dólares en subvenciones y 11.000 millones de dólares en inversión privada.
La mayoría de los 50.000 millones se gastarían en Cisjordania y la Franja de Gaza, con 9.000 millones de dólares para gastar en Egipto, 7.000 millones en Jordania y 6.300 millones en Líbano. La propuesta incluye una serie de proyectos específicos, incluida la construcción de un corredor que cruzaría Israel para unir Cisjordania y la Franja de Gaza mediante una carretera y posiblemente una línea ferroviaria, una gran expansión de los pasos fronterizos, mejoras en la infraestructura energética, mejoras en la infraestructura para impulsar el turismo, orientación profesional y servicio de colocación laboral, reconstrucción y modernización de hospitales y puestos de salud palestinos, actualización de terminales de carga y construcción de caminos de acceso especiales para reducir el tiempo y los costos del comercio transfronterizo y de los viajes, creación de una base de datos moderna para registrar la propiedad de la tierra, mejora del suministro de agua potable y del tratamiento de aguas residuales, y establecimiento de una nueva universidad palestina en el top 150 mundial.
El plan aboga por un mercado libre que incluya una mayor protección de los derechos de propiedad y una "estructura fiscal favorable al crecimiento".
Los objetivos declarados del plan incluyen crear más de un millón de empleos, más que duplicar el PIB palestino y reducir la tasa de pobreza en un 50%. También tiene como objetivo reducir el desempleo del 31% a cifras de un solo dígito y aumentar las exportaciones palestinas del 17% al 40% del PIB . El plan también aspira a aumentar la tasa de participación femenina en la fuerza laboral del 20% al 35%, reducir la mortalidad infantil de 18 a 9 por cada 1000 nacimientos y aumentar la esperanza de vida promedio de 74 a 80 años.

### Estatus del Estado de Palestina
El plan de Trump propone un Estado de Palestina con una capital en alguna de las localidades de las afueras de Jerusalén Este. El plan ofrece a los palestinos un Estado de Palestina que no se establecerá hasta 4 años después de la ejecución del plan.
El plan estaría condicionado a que los palestinos tomen medidas para mejorar su autonomía. Sin embargo, la soberanía que poseería el Estado de Palestina está en disputa. Muchos argumentan que el plan de Trump crea un Estado palestino con una soberanía limitada, mientras que otros argumentan que el Estado no tendría soberanía. El propio primer ministro israelí, Benjamin Netanyahu, dijo que la propuesta brinda a los palestinos la oportunidad de lograr una "soberanía limitada y condicional". El periódico israelí The Jerusalem Post argumenta que la soberanía de Palestina sería limitada ya que Israel mantendría el control total de la seguridad. Israel también controlaría las fronteras y el espacio aéreo de Palestina.

#### Criterios de reconocimiento
El plan de Trump establece unos criterios que los palestinos deben cumplir antes de que se les permita formar un Estado palestino. Israel y los Estados Unidos determinarán si los palestinos han cumplido estos criterios. Si en algún momento Israel decide que los palestinos no cumplen con los criterios, el plan de Trump le otorga a Israel el derecho de retomar el control militar. Según el diplomático estadounidense Ilan Goldenburg, esto permitiría a Israel determinar cuándo terminar la ocupación.
Los criterios en cuestión son los siguientes:
- Implementar un sistema de gobierno con una constitución u otro sistema para establecer el estado de derecho que garantice la libertad de prensa, elecciones libres y justas, el respeto de los derechos humanos de sus ciudadanos, la protección de la libertad religiosa, la aplicación uniforme y justa de la ley y los derechos contractuales, el debido proceso legal, un poder judicial independiente con las consecuencias legales apropiadas y el castigo establecido por violaciones de la ley.
- Establecer instituciones financieras transparentes, independientes y solventes capaces de realizar transacciones en el mercado internacional a imagen y semejanza de las instituciones financieras de las democracias occidentales, crear un gobierno apropiado para prevenir la corrupción, garantizar el uso adecuado de dichos fondos, y un sistema de leyes que proteja las inversiones y aborde las expectativas comerciales basadas en el mercado. El Estado de Palestina debe cumplir con criterios objetivos independientes para unirse al Fondo Monetario Internacional.
- Acabar con todos los programas, incluidos los currículos escolares y los libros de texto, que sirvan para incitar o promover el odio o el antagonismo hacia sus vecinos, o que compensen o incentiven actividades criminales o violentas.
- Lograr el control civil y policial sobre todo el territorio y desmilitarizar a la población.
- Cumplir con todos los demás términos y condiciones de esta Visión.

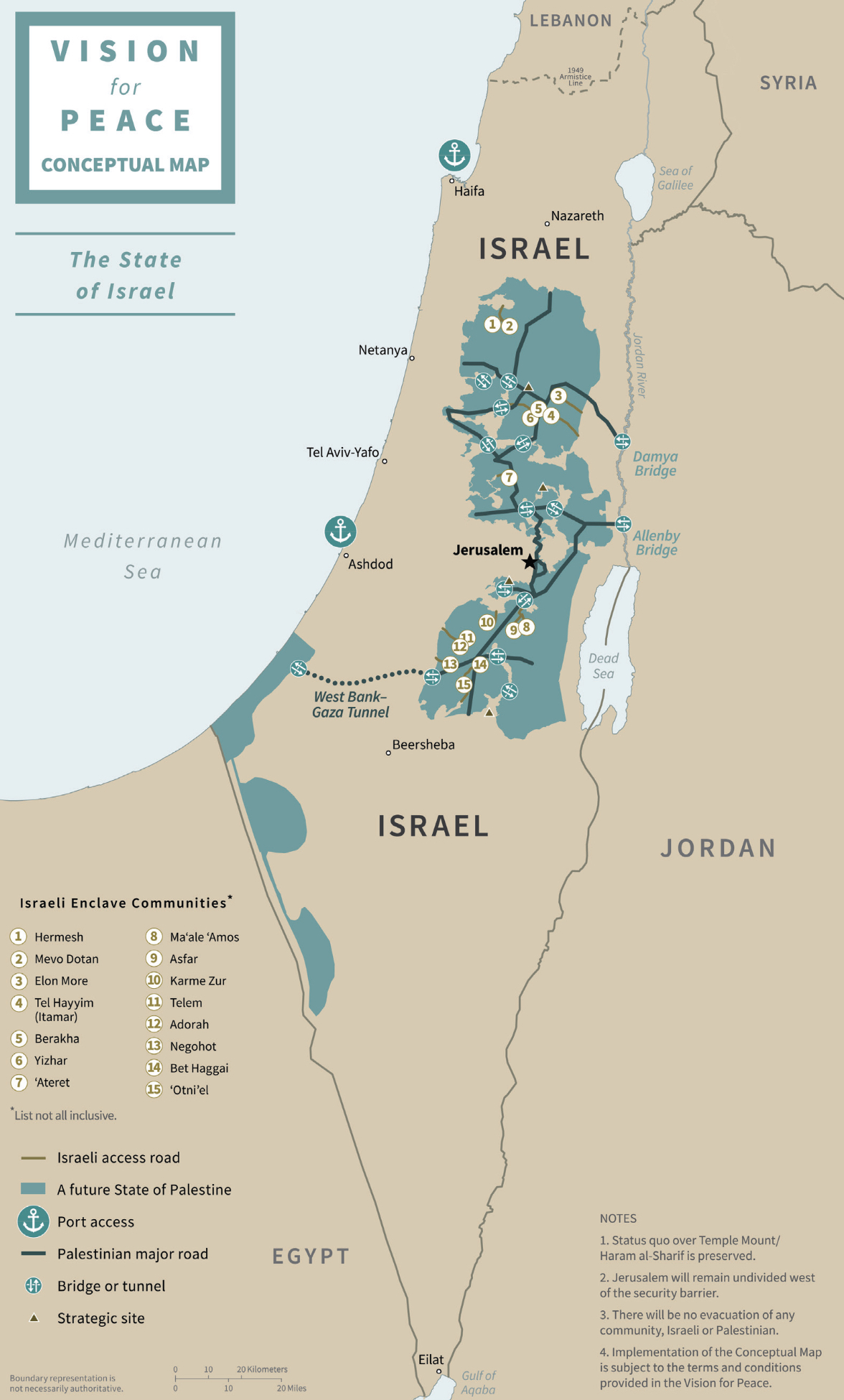
Frontera propuesta entre Israel y Palestina

#### Fronteras y territorio
El plan reconoce los derechos palestinos a aproximadamente el 70% de Cisjordania. El plan exigía en un principio intercambios de tierras, pero desestimó la idea de "intercambios de tierras 1 a 1", argumentando que los palestinos no recibirían el 100 por ciento del territorio anterior a 1967, si bien preveía un territorio que sería "razonablemente comparable" en relación con el territorio anterior a 1967. A cambio de que Israel se anexione partes de Cisjordania, el plan plantea la posibilidad de despojar a los 350.000 ciudadanos árabes israelíes de 10 ciudades en la zona del Triángulo de Israel, como Tayibe, Kafr Qasim y Qalansawe, de su ciudadanía israelí transfiriendo estas ciudades a un futuro Estado de Palestina. Los palestinos recibirían en compensación zonas del desierto de Néguev conectadas a la Franja de Gaza por estrechos corredores. El plan Trump les da a los palestinos menos territorio que las propuestas anteriores.
El plan otorga la soberanía sobre todo el Valle del Jordán a Israel, que considera el valle como militarmente estratégico. Los palestinos consideran que el valle es importante para la agricultura y les permite el acceso al río Jordán, que riega 80.000 hectáreas de tierras agrícolas en Cisjordania. Darle a Israel el valle le permitiría desviar esa agua para su propio uso. Según el crítico literario estadounidense Saree Makdisi, el plan no permitiría a Palestina controlar sus propios recursos hídricos.
La implementación del plan es condicional, está sujeta a los "Criterios de Gaza" y solo se llevaría a cabo si el gobierno de la Franja de Gaza, actualmente a cargo de Hamás, fuera transferido nuevamente a la Autoridad Nacional Palestina u otra entidad palestina que Israel apruebe. La viabilidad técnica de tal transformación del gobierno de la Franja de Gaza no está clara. De acuerdo con estas condiciones, Hamás, Yihad Islámica y todas las demás milicias y organizaciones en Gaza que Israel clasifique como "terroristas" tendrían que ser desarmadas. Gaza estaría completamente desmilitarizada. La propia Hamás debería comprometerse a hacer las paces con el Estado de Israel mediante la adopción de los Principios del Cuarteto, que incluyen el reconocimiento inequívoco y explícito del Estado de Israel, el compromiso con la no violencia y la aceptación de acuerdos y obligaciones anteriores entre las partes.

### Seguridad
Los criterios de seguridad del Estado de Palestina deben ser aceptables para el Estado de Israel, aunque las medidas utilizadas por Jordania o Egipto al respecto deberán ser tenidas en cuenta. El sistema antiterrorista del Estado de Palestina debe abarcar todos los elementos del antiterrorismo.
El Estado de Palestina estará completamente desmilitarizado y permanecerá como tal. El Estado de Israel será responsable de la seguridad en todos los pasos internacionales hacia el Estado de Palestina. El Estado de Israel continuará manteniendo el control sobre el espacio aéreo y el espectro electromagnético, y la Armada israelí tendrá derecho a bloquear el ingreso de armas prohibidas y materiales de fabricación de armas en el Estado de Palestina.
El Estado de Palestina no tendrá derecho a forjar acuerdos de inteligencia o seguridad con ningún Estado u organización que afecte negativamente la seguridad del Estado de Israel, según lo determine el propio Estado de Israel.

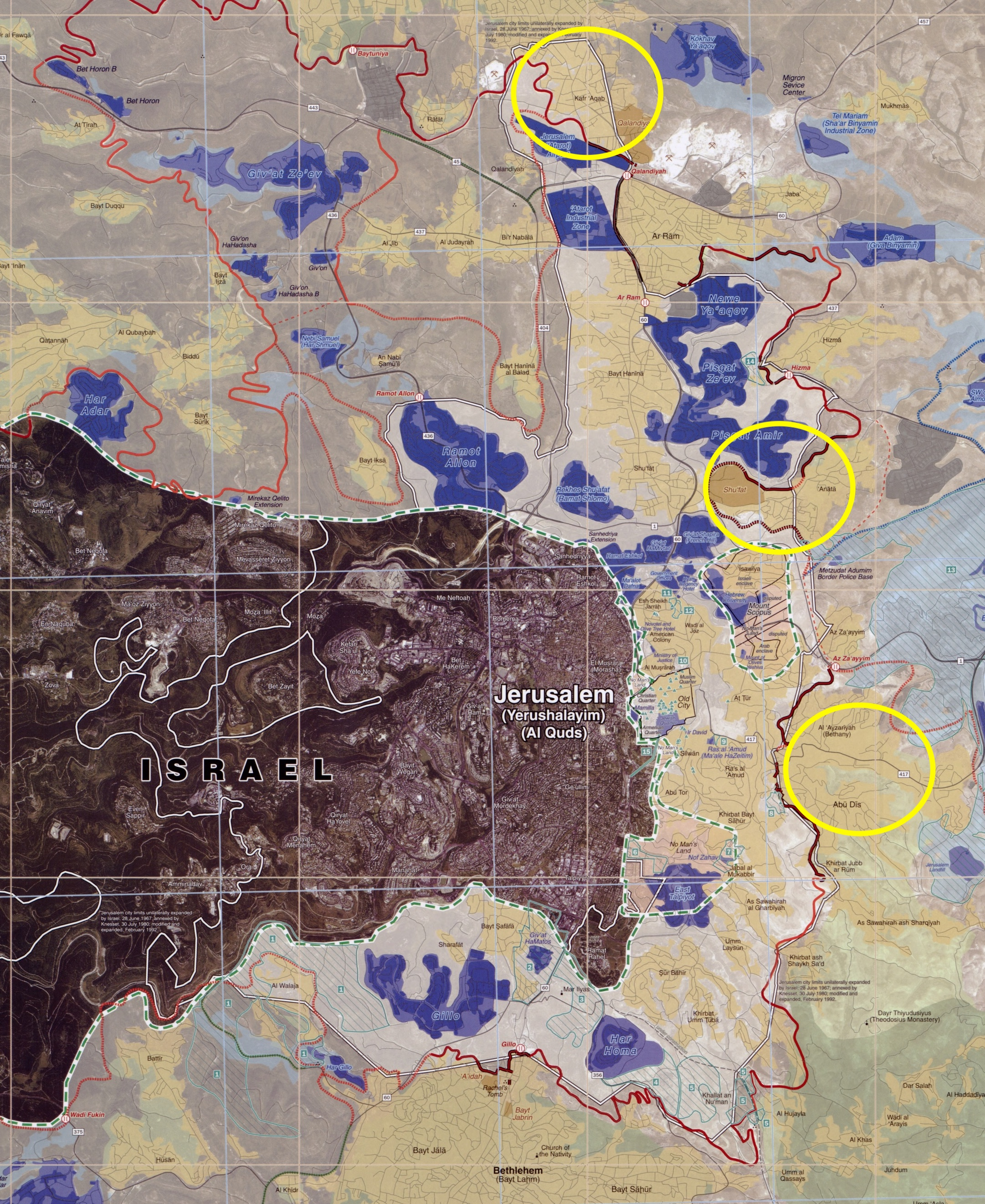
Áreas propuestas para una capital palestina, mostradas como círculos amarillos

### Estatus de Jerusalén
El plan afirma que Israel tiene derecho a la totalidad de la "Jerusalén indivisible", reconociéndola como la capital de Israel.
El plan acepta una capital palestina para un futuro Estado de Palestina que se ubicará al otro lado de la barrera de separación, en la parte de Jerusalén Oriental que abarca Kafr Aqab, el campamento de refugiados de Shuafat y Abu Dis. El diplomático estadounidense Martin Indyk describió la porción palestina como "solo una astilla de Jerusalén Este". Llevaría el nombre que los palestinos decidan ponerle, sugiriendo la posibilidad de renombrarlo como al-Quds.
El plan pone el Monte del Templo, incluida la Mezquita de Al-Aqsa, bajo la soberanía israelí, a la vez que pide que se mantenga el statu quo. El plan rechaza las reclamaciones palestinas sobre al-Haram al-Sharif, que mantiene bajo custodia jordana. Los planes le dan a Israel la tarea de salvaguardar los Sitios Sagrados y garantizar la libertad de culto.

### Estatus de los refugiados
Según el plan de Trump, desaparece el derecho de retorno a Israel para los refugiados palestinos de las guerras de 1948 y 1967. El regreso de cualquier refugiado palestino estaría sujeto a la aprobación de Israel.
Si se firmara el acuerdo, se terminaría la asistencia de UNRWA a la población palestina.

### Estatus de los presos
Israel se comprometería a liberar a los presos y detenidos palestinos bajo detención administrativa en las cárceles israelíes. La propuesta establece que todos los prisioneros liberados asumirían la ciudadanía en un futuro Estado de Palestina. Al mismo tiempo, Israel afirma que no liberaría prisioneros que caigan en cualquiera de las siguientes categorías:
- Los condenados por asesinato o intento de asesinato en los tribunales israelíes.
- Los condenados por conspiración para cometer asesinato ("terroristas"), según los tribunales israelíes.
- Cualquier persona clasificada bajo los criterios anteriores que pueda tener la ciudadanía israelí.

## Reacciones

### De Israel y el gobierno de Estados Unidos
El 29 de enero, el embajador de EE. UU. En Israel afirmó que antes de que tuviera lugar cualquier anexión de Cisjordania o el Valle del Jordán, la administración Trump "quiere formar un comité conjunto con Israel para discutir el tema". y que "es imposible saber cuánto tiempo llevará este proceso... necesitamos asegurarnos de que la anexión coincida con el mapa de nuestro plan". Ese mismo día, Netanyahu dijo que planeaba proceder con la anexión del 30% de Cisjordania en la votación prevista para el 1° de febrero de 2020. La reunión nunca fue programada ya que el mensaje de los Estados Unidos cambió sobre su posición sobre la anexión.
El 30 de enero, Kushner dijo que Washington quiere que Israel espere hasta después de las elecciones del 2 de marzo antes de hacer cualquier movimiento hacia la anexión de asentamientos en Cisjordania. El 2 de febrero, el gabinete de Netanyahu canceló una reunión para votar sobre la anexión del 30% de Cisjordania después de recibir señales mixtas de los Estados Unidos.
El 3 de febrero, Trump planteó la posibilidad de que 11 ciudades fronterizas árabes, parte de la minoría árabe del 21% de Israel, fueran reasignadas a un futuro estado palestino. Los residentes temen perder sus lazos con la tierra. Cuando se le preguntó al respecto, David Friedman negó que los residentes árabes en Israel perderían la ciudadanía.
El 4 de febrero, el líder de los colonos israelíes David Elhayani, presidente del Consejo Yesha, dijo: "Kushner tomó un cuchillo y lo puso en la espalda de Netanyahu". El líder de los colonos dijo que un alto funcionario estadounidense les dijo que si los palestinos no aceptaban el plan dentro de las 48 horas, a Israel se le permitiría anexarse más del 30% de Cisjordania.
El primer ministro israelí Benjamin Netanyahu anunció el 8 de febrero que su gobierno había comenzado a elaborar mapas de tierras en Cisjordania ocupada, de acuerdo con el plan de paz de Trump. En respuesta, el embajador Friedman indicó que "Cualquier acción unilateral antes de la finalización del proceso del comité pone en peligro el plan y el reconocimiento estadounidense".

### De Palestina
El 29 de enero de 2020, el presidente palestino Mahmoud Abbas dijo que Jerusalén "no estaba a la venta. Todos nuestros derechos no están a la venta y no son una ganga". Hamás rechazó el acuerdo argumentando que aspiraba a "liquidar el proyecto nacional palestino". Ese mismo día, miles de manifestantes palestinos celebraron un "día de ira" en la Franja de Gaza.
El 1° de febrero de 2020, la Autoridad Palestina declara cortar todos los lazos con Estados Unidos e Israel, incluidas las relaciones de seguridad.
El 3 de febrero de 2020, el negociador palestino Saeb Erekat dijo: "¿Qué queda por negociar? Cuando dije que estos asuntos deben negociarse directamente entre nosotros e Israel, Kushner respondió llamándome negociador fallido, incapaz de negociar. Negoció en mi nombre porque sabe mejor que yo, lo que es mejor para mí. Este es el arte del dictado, la arrogancia y el chantaje".
Según una encuesta del Centro Palestino para la Investigación de Políticas y Estudios (PCPSR en sus siglas inglesas), el 94% de la población palestina rechaza el plan de paz de Trump. Un 65% de los palestinos también apoyan la amenaza de Mahmoud Abbas de cortar todas las relaciones con Israel y Estados Unidos, aunque el 68% de los encuestados pensaban que Abbas no llevaría a cabo su amenaza. Según la misma encuesta, más de la mitad de los palestinos están convencidos de que, incluso en el supuesto de que Palestina aceptase el plan de Trump, esto no llevaría al fin de la ocupación israelí. Además, la encuesta reveló que, tras el plan de paz de Trump, los partidarios palestinos de una solución de dos Estados se habían reducido hasta tan solo el 39%, el mínimo histórico, mientras que un 59% se oponen a esta solución y un 61% piensan que esta opción ya es imposible de llevar a cabo.

### De las Naciones Unidas
Naciones Unidas reafirmó su compromiso con una Solución de dos Estados basada en los límites preexistentes a la Guerra de los Seis Días de 1967, antes de que Israel tomara los Territorios Palestinos. El secretario general de la ONU António Guterres declaró que el único plan que podía aceptar era uno que respetara las resoluciones de la ONU y el derecho internacional.
El 6 de febrero, Kushner se reunió con delegados del Consejo de Seguridad para explicar el plan, mientras que los palestinos ("representados" por Indonesia y Túnez) estaban solicitando una votación para que se emitiera una resolución en el que se condenara la anexión propuesta. Se espera que cualquier resolución de este tipo atraiga un veto de los Estados Unidos. El 10 de febrero, Palestina retiró su solicitud de votación. Estados Unidos había propuesto una serie de enmiendas al proyecto de resolución que podrían someterse a votación en la sesión a la que asistió Abbas. En las propuestas vistas por AFP, Estados Unidos alteraría significativamente el texto para eliminar las referencias a las líneas de 1967 que son la base de la paz, recortar una línea que establezca que los asentamientos judíos construidos en Cisjordania desde 1967 son ilegales y eliminaría el lenguaje que equipara a Jerusalén Oriental con la Cisjordania ocupada. El periódico israelí Haaretz confirmó que el plan sería discutido en la sesión del Consejo de Seguridad (inusualmente abierto por el Secretario General) y que no habría votación sobre el proyecto de resolución. Los palestinos negaron que la resolución haya sido retirada, que el proyecto de resolución todavía se estuviera circulando y discutiendo y que la resolución aún no se haya puesto en "azul" (la forma final para una votación). El 11 de febrero, Abbas compareció ante el Consejo de Seguridad rechazando el plan de paz de Trump, considerándolo como "un acuerdo entre Estados Unidos e Israel para liquidar la causa palestina". Además, dijo que el estado palestino según el plan es "un queso suizo agujereado, un Estado fragmentado que nadie aceptaría". Abbás hizo un llamado a la comunidad internacional para que ayude a encontrar una paz justa que implique la creación de un estado palestino soberano con capital en Jerusalén Oriental.

### De la comunidad internacional
El 1° de febrero, la Liga Árabe emitió un rechazo unánime del plan. En un comunicado conjunto, los funcionarios de los 22 Estados miembros dijeron que el acuerdo no conduciría a una paz justa entre ambas partes, y que la liga no cooperaría con los Estados Unidos para implementarlo. Según el periódico israelí Haaretz, un diplomático árabe explicó que Estados Unidos no reveló todos los detalles de su plan de paz en Medio Oriente a los estados árabes antes de su lanzamiento, razón por la cual representantes de 3 países árabes asistieron al evento en desarrollo  y "cuando entraron en el detalle minucioso del plan, entendimos que no hay un estado palestino en la práctica y que no hay capital en Jerusalén Este, y lo más importante, que hay un intento de dividir la mezquita de al-Aqsa... así que, en última instancia, los cancilleres se alinearon con la posición que se opone al plan de Trump y reiteraron su compromiso con la Iniciativa de Paz Árabe".
La opinión de la Unión Europea se dio a conocer el 4 de febrero de 2020, cuando Josep Borrell, Alto Representante para Asuntos Exteriores y Política de Seguridad y Vicepresidente de la Comisión Europea, dijo que el plan rompió con "parámetros acordados internacionalmente" y "los pasos hacia la anexión, si se implementan, no podrían pasar sin respuesta".
La Unión Africana también rechazó de plano la propuesta de paz de Trump, a la que calificó de "ilegítima", y mostró su solidaridad con "la causa palestina". El presidente de la Comisión de la Unión Africana, Moussa Faki Mahamat, declaró ante una audiencia compuesta por jefes de Estado africanos que el plan de paz suponía la "enésima violación de múltiples resoluciones de las Naciones Unidas y de la Unión Africana", y acusó a este plan de paz de "pisotear los derechos del pueblo palestino".
El presidente de Sudáfrica, Cyril Ramaphosa, comparó el plan de Trump con el régimen de apartheid que sufrió su país durante gran parte del siglo XX. "Mientras lo escuchaba y mientras leía todo lo que se ha escrito sobre él, me recordó la horrible historia que nosotros en Sudáfrica hemos sufrido", declaró Ramaphosa.
El Ministerio de Relaciones Exteriores de Baréin dijo en un comunicado: "Baréin apoya todos los esfuerzos para lograr una solución justa y completa sobre el tema palestino", y agradeció a Estados Unidos por su trabajo.
El Ministerio de Relaciones Exteriores de China dijo que las resoluciones de las Naciones Unidas, la solución de dos estados, el principio de tierra por paz y otras medidas respaldadas internacionalmente forman la base para resolver el conflicto israelí-palestino.
El Ministerio de Relaciones Exteriores de Egipto emitió una declaración de que Egipto reconoce la importancia de considerar la iniciativa de la administración estadounidense desde la perspectiva de la importancia de lograr la resolución del problema palestino, restaurando así al pueblo palestino todos sus derechos legítimos mediante el establecimiento de un esrado soberano independiente en los territorios ocupados palestinos de acuerdo con la legitimidad internacional y las resoluciones y que "Egipto llama a las dos partes relevantes a emprender una consideración cuidadosa y exhaustiva de la visión de Estados Unidos para lograr la paz y abrir canales de diálogo, bajo los auspicios de Estados Unidos, para la reanudación de las negociaciones".
El Ministerio de Relaciones Exteriores de Francia dijo inicialmente en un comunicado "Francia acoge con beneplácito los esfuerzos del presidente Trump y estudiará de cerca el programa de paz que ha presentado". El 30 de enero, el presidente Macron dijo "Creo en dos soberanías" cuando el periódico Le Figaro le preguntó si creía en dos estados y sugirió que el plan podría tener dificultades para despegar. Además él dijo: "Deben ser dos para hacer las paces. No puedes llegar allí con un solo lado".
El ministro de Relaciones Exteriores de Irán, Mohammad Yavad Zarif, dijo que la llamada "Visión para la Paz" es simplemente el proyecto soñado por un desarrollador inmobiliario en bancarrota", y se refirió a ella como una "pesadilla para la región y el mundo".
Jordania expresó su abierta oposición al plan. Su Ministerio de Relaciones Exteriores dijo que el único camino hacia una paz integral y duradera en el Medio Oriente era el establecimiento de un estado palestino independiente basado en la tierra capturada por Israel en la guerra de 1967, y con Jerusalén Oriental como su capital.
El parlamento de Kuwait había decidido boicotear la conferencia de Baréin, el único estado del Golfo que lo hizo. En respuesta, el ministro de Relaciones Exteriores de Kuwait declaró que "aceptamos lo que aceptan nuestros hermanos palestinos". Después del anuncio del plan completo, el Ministerio de Relaciones Exteriores mostró su aprecio por los esfuerzos de Estados Unidos por la paz, pero agregó que una solución completa y justa solo es posible si se sigue bajo los términos y decisiones de la comunidad internacional, principalmente "un estado independiente y soberano en la frontera del 4 de junio de 1967 con su capital en Jerusalén Este".
El Ministerio de Asuntos Exteriores de Marruecos declaró que Marruecos "aprecia" el plan de Estados Unidos, y agregó que la aceptación por las partes es "fundamental para la implementación y sostenibilidad del plan".
El Ministerio de Asuntos Exteriores de Catar declaró que "Catar afirma su disposición a proporcionar el apoyo necesario para cualquier esfuerzo dentro de estas bases para resolver la cuestión palestina... la paz no puede ser sostenible a menos que los derechos del pueblo palestino a establecer un Estado independiente y soberano en las fronteras de 1967, incluida Jerusalén oriental, y que el regreso a sus tierras esté protegido.
En una respuesta oficial inicial, el portavoz presidencial de Rusia Dmitry Peskov planteó dudas sobre el plan y señaló que "es bastante evidente que algunas de las disposiciones de este plan no corresponden totalmente a las resoluciones pertinentes del Consejo de Seguridad de la ONU" y señaló la oposición de los palestinos y naciones árabes.
El Ministerio de Relaciones Exteriores de Arabia Saudita dijo en un comunicado: "El Reino aprecia los esfuerzos de la Administración del presidente Trump para desarrollar un plan de paz integral entre las partes palestina e israelí y alienta el inicio de negociaciones directas de paz entre las partes palestina e israelí, bajo los auspicios de los Estados Unidos". El Rey Salman ha declarado en repetidas ocasiones que Arabia Saudita no apoyará ningún acuerdo que no pueda crear un estado palestino independiente con Jerusalén Oriental como su capital.
El Ministerio de Relaciones Exteriores de Turquía criticó el plan y dijo que estaba destinado a "robar tierras palestinas".
El embajador de los Emiratos Árabes Unidos en Washington emitió una declaración de que el plan ofrece un importante punto de partida para el retorno de las negociaciones dentro de un marco internacional liderado por Estados Unidos.
El secretario de Relaciones Exteriores del Reino Unido, Dominic Raab, emitió inicialmente una declaración que acogía con cautela la publicación de las propuestas estadounidenses para la paz entre israelíes y palestinos. Posteriormente, el 31 de enero, Raab, en respuesta a hablar de anexión, advirtió contra cualquier movimiento unilateral.

### De otras entidades
El 3 de febrero de 2020, la Organización para la Cooperación Islámica rechazó el plan y "pide a todos los Estados miembros que no participen en este plan o que cooperen con la administración de los Estados Unidos para implementarlo de cualquier forma".
Según la revista estadounidense Christianity Today, la reacción en el mundo cristiano fue mixta. El plan fue criticado por muchos cristianos del Medio Oriente. El plan fue alabado por los cristianos en Christians United para Israel y Beeson Divinity School en Alabama.
La reacción entre los grupos judíos estadounidenses fue mixta: J Street criticó el plan mientras que AIPAC lo elogió.